# Résolution 409 du Conseil de sécurité des Nations unies
Membres permanents
- Chine
- États-Unis
- France
- Royaume-Uni
- URSS

Membres non permanents
- Allemagne de l'Ouest
- Bénin
- Canada
- Inde
- Libye
- Mauritanie
- Pakistan
- Panama
- Roumanie
- Venezuela

Résolution no 408 Résolution no 410
La résolution 409 du Conseil de sécurité des Nations unies, adoptée le 27 mai 1977, réaffirme les résolutions précédentes du Conseil, et affirme que les politiques créées par celles-ci resteront en place. 
Le Conseil, agissant en vertu du chapitre VII, décide en outre que tous les États membres doivent interdire l'utilisation de fonds sur leur territoire par la Rhodésie et/ou les citoyens rhodésiens, à l'exception des pensions. La résolution précise également que le Comité créé par la résolution 253 (en 1968), doit examiner les utilisations possibles de l'article 41 de la Charte des Nations unies.
La résolution est adoptée à l'unanimité sans vote.
Le but de la résolution est de forcer la fermeture des bureaux d'information rhodésiens en Australie, en Afrique du Sud et aux États-Unis. L'administration Carter prend des mesures pour suspendre le financement de la Rhodésie au Bureau d'information rhodésien à Washington, conformément à cette résolution, en août 1977, mais celui-ci reste ouvert jusqu'en 1979 après avoir reçu des dons de citoyens américains. Le gouvernement Fraser en Australie élabore une législation en 1977 pour fermer le Centre d'information de Rhodésie (en) à Sydney, mais abandonne cette mesure en raison de l'opposition de ses propres députés d'arrière-ban. Le gouvernement Fraser envisage de nouveau de légiférer pour fermer le centre en 1979 après avoir été critiqué par les Nations unies pour ne pas avoir mis en œuvre la résolution 409.